# Giuseppe Casari
Giuseppe Casari (Martinengo, 10 april 1922 – Seriate, 12 november 2013) was een Italiaans voetbaldoelman.
Casari speelde 170 wedstrijden bij Atalanta Bergamo, 107 wedstrijden bij SSC Napoli en bij Calcio Padova stond hij 54 keer onder de lat.
De reserve-doelman (achter Lucidio Sentimenti) van Italië kwam toch nog zes keer uit voor zijn land. Hij bleef tijdens het Wereldkampioenschap voetbal 1950 lang op de bank, maar op 25 juni 1950 in São Paulo (stad) tegen Zweden viel hij in. Italië verloor met 3-2 en werd hiermee uitgeschakeld.
Casari overleed op 91-jarige leeftijd.